# 斑點尖唇魚
斑點尖唇魚（学名：Oxycheilinus arenatus），又名斑點龍、汕散仔、闊嘴郎、斑點鸚鯛，为輻鰭魚綱鱸形目隆頭魚亞目隆頭魚科尖唇魚屬下的一个种，分布於印度太平洋區，從紅海、東非至美屬薩摩亞海域，棲息深度25-60公尺，體長可達21公分，棲息在珊瑚生長的陡峭礁石，屬肉食性，以魚類、甲殼類等為食，生活習性不明，可作為食用魚。